# سيريل كوزاك
سيريل كوزاك (بالإنجليزية: Cyril Cusack)‏ هو ممثل جنوب أفريقي وأيرلندي، ولد في 26 نوفمبر 1910 بديربان في جنوب أفريقيا، وتوفي في 7 أكتوبر 1993 بلندن في المملكة المتحدة بسبب تصلب جانبي ضموري.

## أعمال

### أفلام
- (1966) فهرنهايت 451[7]
- (1984) فيلم[8]
- (1988) دوريت الصغيرة
- (1989) قدمي اليسرى
- (1992) فار آند أوي[9]

## وصلات خارجية
- سيريل كوزاك على موقع IMDb (الإنجليزية)
- سيريل كوزاك على موقع روتن توميتوز (الإنجليزية)
- سيريل كوزاك على موقع ألو سيني (الفرنسية)
- سيريل كوزاك على موقع ميوزك برينز (الإنجليزية)
- سيريل كوزاك على موقع أول موفي (الإنجليزية)
- سيريل كوزاك على موقع قاعدة بيانات برودواي على الإنترنت (الإنجليزية)
- سيريل كوزاك على موقع قاعدة بيانات الأفلام السويدية (السويدية)
- سيريل كوزاك على موقع إن إن دي بي (الإنجليزية)
- سيريل كوزاك على موقع ديسكوغز (الإنجليزية)
- سيريل كوزاك على موقع قاعدة بيانات الفيلم (الإنجليزية)